# Two of Us (Joseph Williams)
Two of Us è il sesto album in studio, nonché primo formato da cover del cantante Joseph Williams pubblicato nel 2006.
L'album contiene alcuni noti brani, fra cui I Don't Want to Miss a Thing e Can't Help Falling in Love. Questo è il primo album del cantante registrato in versione unplugged, anche perché unico musicista ospite dell'album è Jim Cox al pianoforte.

## Tracce
1. I Don't Want to Miss a Thing (Diane Warren, Aerosmith) - 4:28
2. Unchained Melody (Alex North, Hy Zaret) - 5:54
3. Because You Loved Me (Céline Dion) - 4:15
4. Now and Forever (Graham Russell) - 3:35
5. Your Song (Elton John) - 4:01
6. (Everything I Do) I Do It for You (Bryan Adams) - 4:12
7. Have I Told You Lately (Van Morrison) - 4:43
8. Can't Fight This Feeling (Kevin Cronin) - 5:10
9. We're All Alone (Boz Scaggs) - 4:38
10. Can't Help Falling in Love (George Weiss, Hugo Peretti, Luigi Creatore, Elvis Presley) - 4:46
11. Save the Best for Last (Phil Galdston, Wendy Waldman, Jon Lind) - 3:53

## Musicisti
- Joseph Williams- voce
- Jim Cox- pianoforte